# 安住洋子
安住 洋子（あずみ ようこ、1958年 - ）は、日本の時代小説作家。埼玉県在住。
兵庫県尼崎市生まれ、大阪府枚方市育ち。大阪信愛女学院短期大学卒業。学習塾で国語科教材制作に携わりながら小説を書きはじめる。当初は童話を書いていたが、時代物に転じると頭角を現した。会社員の夫の転勤で2度、米国で生活した経験がある。
1999年、「しずり雪」で第3回長塚節文学賞短編小説部門大賞を受賞。文芸評論家の池上冬樹は「しずり雪」について、「新人なので短所もあるけれど、たたずまいの美しい文章、手触り感のある細部、風景と内面のリリカルな感応と美点がいくつもある。いつか化けること必至の気鋭の登場だ」と評価した。2004年、中短編集『しずり雪』で作家デビュー。2012年、『春告げ坂 小石川診療記』で第18回中山義秀文学賞候補。

## 著書
- 『しずり雪』（小学館、2004） のち小学館文庫
- 『夜半の綺羅星』（小学館、2005） のち文庫
- 『日無坂』（新潮社、2008） のち文庫
- 『いさご波』（新潮社、2009） のち文庫
- 『春告げ坂 小石川診療記』（新潮社、2011）ISBN 978-4-1030-7063-4
- 『遙かなる城沼』小学館、2014
- 『み仏のかんばせ』小学館、2017